# Duane Swanson
Pour les articles homonymes, voir Swanson.
Duane Swanson, né le 23 août 1913 à Waterman, dans l'Illinois, mort le 13 septembre 2000, à Cumberland Furnace, dans le Tennessee, est un ancien joueur américain de basket-ball. Il évolue au poste d'ailier. 

## Palmarès
- Champion olympique 1936